# Nahlin (яхта)
Nahlin — суперъяхта, построенная в 1930 году. На 2022 год корабль всё ещё находится в строю.

## История
Спущена на воду в 1930 году, создана по заказу Анны Генриетты, супруги британского бизнесмена сэра Дэвида Хьюла.
В 1937 году яхта приобретена для румынского правительства королем Каролом II за 120 000 фунтов стерлингов и переименована в Luceafarul (Evening Star), а позже в Libertatea (Liberty). Когда румынский монарх отрекся от престола в 1940 году, она стала собственностью румынского Министерства культуры и была привязана в порту Галац на Дунае как музей, а затем как плавучий ресторан.
В 2000 году Ник Эдминстон и Вильям Кольер подарили ей вторую молодость: они отправили судно на верфь Devonport, где его полностью перестроили под руководством Реми Тессье, взявшего на себя дизайн интерьера.